# Rui Fonte
Rui Pedro da Rocha Fonte (ur. 23 kwietnia 1990 w Penafiel) – portugalski piłkarz występujący na pozycji napastnika w portugalskim klubie GD Estoril Praia. W trakcie swojej kariery występował także w takich klubach jak Arsenal, Crystal Palace, Sporting CP, Vitória Setúbal, RCD Espanyol oraz CF Os Belenenses. Były młodzieżowy reprezentant Portugalii. Młodszy brat reprezentanta Portugalii, José Fontego.